# Episema korsakovi
Episema korsakovi är en fjärilsart som beskrevs av Hugo Theodor Christoph 1885. Episema korsakovi ingår i släktet Episema och familjen nattflyn. Inga underarter finns listade i Catalogue of Life.